# Borhidia andina
Borhidia andina är en kvalsterart som beskrevs av P. Balogh 1988. Borhidia andina ingår i släktet Borhidia och familjen Quadroppiidae. Inga underarter finns listade.